# Djebel Tanourdi
Le djebel Tanourdi est une montagne du Moyen Atlas de 2 250 m située dans la banlieue d'Itzer[réf. nécessaire] au Maroc. 

## Étymologie
Son nom lui vient de la forêt qui l'entoure, la forêt de Tanourdi.